# 중구 (대전 선거구)
대전 중구는 대한민국의 국회의원 선거구이다. 대전광역시 중구 일대를 관할한다. 현 지역구 국회의원은 더불어민주당의 박용갑이다.

## 역사
1989년 1월 1일을 기해 충청남도 대전시가 대전직할시로 승격되었다. 이에 1992년 대한민국 제14대 국회의원 선거를 앞두고 대전시 중구 선거구가 중구 선거구로 개편되었다.

## 관할 구역
| 대수        | 관할 구역 |
| ----------- | --------- |
| 14대 ~ 현재 | 중구 일원 |

## 역대 국회의원
| 선거   | 정당 | 정당         | 의원   |
| ------ | ---- | ------------ | ------ |
| 1992년 |      | 무소속       | 강창희 |
| 1996년 |      | 자유민주연합 | 강창희 |
| 2000년 |      | 자유민주연합 | 강창희 |
| 2004년 |      | 열린우리당   | 권선택 |
| 2008년 |      | 자유선진당   | 권선택 |
| 2012년 |      | 새누리당     | 강창희 |
| 2016년 |      | 새누리당     | 이은권 |
| 2020년 |      | 더불어민주당 | 황운하 |
| 2024년 |      | 더불어민주당 | 박용갑 |

## 역대 선거 결과

### 대한민국 제14대 국회의원 선거
|  | 34.77% |

|  | 21.99% |

|  | 18.34% |

|  | 17.98% |

|  | 2.54% |

|  | 2.20% |

|  | 1.61% |

|  | 0.52% |

### 대한민국 제15대 국회의원 선거
|  | 58.51% |

|  | 15.30% |

|  | 11.56% |

|  | 4.47% |

|  | 4.29% |

|  | 4.22% |

|  | 0.57% |

|  | 0.52% |

|  | 0.51% |

### 대한민국 제16대 국회의원 선거
|  | 45.65% |

|  | 27.73% |

|  | 17.09% |

|  | 5.03% |

|  | 1.76% |

|  | 1.49% |

|  | 1.21% |

### 대한민국 제17대 국회의원 선거
|  | 52.19% |

|  | 33.42% |

|  | 11.32% |

|  | 3.04% |

### 대한민국 제18대 국회의원 선거
|  | 47.87% |

|  | 39.50% |

|  | 11.46% |

|  | 1.15% |

### 대한민국 제19대 국회의원 선거
|  | 42.73% |

|  | 29.16% |

|  | 26.72% |

|  | 1.37% |

### 대한민국 제20대 국회의원 선거
|  | 41.64% |

|  | 33.87% |

|  | 22.05% |

|  | 2.41% |

### 대한민국 제21대 국회의원 선거
|  | 50.30% |

|  | 48.17% |

|  | 1.51% |

### 대한민국 제22대 국회의원 선거
|  | 52.08% |

|  | 47.91% |